# Macroteleia spartinae
Macroteleia spartinae är en stekelart som beskrevs av Muesebeck 1977. Macroteleia spartinae ingår i släktet Macroteleia och familjen Scelionidae. Inga underarter finns listade i Catalogue of Life.